# School Shooter: North American Tour 2012
School Shooter: North American Tour 2012 é um mod de tiro de primeira pessoa feita para o jogo Half-Life 2, desenvolvido pela Checkerboarded Studios em parceria com a METOKUR.
O objetivo do jogo é matar outros estudantes, professores e funcionários. Ao final, o jogador é forçado a se suicidar antes de ser capturado pelos policiais. As armas utilizadas no jogo são do mesmo padrão de Eric Harris, Dylan Klebold e Seung-Hui Cho.
O jogo foi baseado em assassinatos em massa ocorridos em escolas e universidades americanas, como o Massacre de Columbine e o Massacre de Virginia Tech.